# Kotkavuori
Kotkavuori este o arie protejată (arie specială de conservare — SAC, sit de importanță comunitară — SCI) din Finlanda întinsă pe o suprafață de 119 ha, integral pe uscat.

## Localizare
Centrul sitului Kotkavuori este situat la coordonatele 60°23′15″N 22°31′24″E / 60.3875°N 22.5233°E.

## Înființare
Situl Kotkavuori a fost declarat sit de importanță comunitară în august 1998 pentru a proteja 1 specie de plante. Situl a fost protejat și ca arie specială de conservare în aprilie 2015.

## Biodiversitate
Situată în ecoregiunea boreală, aria protejată conține 2 habitate naturale: Pante stâncoase silicioase cu vegetație casmofită, Păduri fino-scandinave bogate în ierburi cu Picea abies.
La baza desemnării sitului se află o specie protejată de  plante: Cynodontium suecicum.
Pe lângă speciile protejate, pe teritoriul sitului au mai fost identificate 1 specie de plante.